# Śmigłowo
Śmigłowo – osada istniejąca w II Rzeczypospolitej.
Powstała w okolicach Zaleszczyk w wyniku parcelacji.
Za zgodą udzieloną przez Marszałka Edwarda Śmigłego-Rydza nadano osadzie nazwę „Śmigłowo”. Uroczystości z tej okazji odbyły się około marca / kwietnia 1939, a uczestniczyli w nich starosta Józef Krzyżanowski, nadkomisarz Władysław Słoka, komendant Komendy Obwodu Straży Granicznej „Kołomyja” i komisarz Leon Kusto ze Straży Granicznej, rotmistrz Stanisław Kociejowski, dowódca szwadron kawalerii KOP „Zaleszczyki”, kierownik sądu grodzkiego Alojzy Juzwa, członkowie Związku Strzeleckiego (dowódca Wojciech Michalik) oraz ludność osad Śmigłowo, Leonówka, Bedrykowce.
W Śmigłowie działała placówka Straży Granicznej I linii „Śmigłowo”.